# Niels Josephsen
Niels Josephsen (født 18. august 1836 i Sankt Mortens Sogn, Randers, død 2. juni 1905 i Sankt Mariæ Sogn, Helsingør) var en dansk justitsråd, forretningsmand og filantrop.
Niels Josephsen, der var vokset op under beskedne kår i Jylland, blev uldkræmmer og senere kreaturkommissær. Han kom i 1862 til København og stiftede her et dampskibsselskab. I 1884 grundlagde han Falkonéralléens Sporvejsselskab, og senere blev han medlem af Frederiksberg Sporvejes bestyrelse.
Han købte i 1879 landstedet Mariendal og udstykkede jorden, 50 tdr. land, til villaer og erhverv, hvorved han skabte sig en stor formue. Udstykningen af kvarteret mellem Åboulevard, Falkoner Allé, Godthåbsvej og Nordre Fasanvej blev hjulpet på vej en af en ny sporvejslinje. Et af vejnavnene, Nitivej, blev dannet af hans og hustruen Thoras (1836-1906) initialer (NJ-TJ, som efter datidens normer blev omskrevet til NI-TI). Ane Katrines Vej blev opkaldt efter Niels Josephsens mor. Andre vejnavne er opkaldt efter græske kongelige, hvilket skyldes Josephsens begejstring for det græske kongehus. Det gælder Dronning Olgas Vej, Kong Georgs Vej, Kronprinsesse Sofies Vej og Prins Constantins Vej.
Ægteparret Josephsen fik ikke selv børn, men adopterede en 6-årig pige, Oline Olsen (1873-1972), der skiftede navn til Olga Josephsen. Hun blev i 1894 gift med Edmund Daverkosen (1854-1918), der var direktør for Brede Klædefabrik (J.C. Modeweg & Søn). Ægteparret Daverkosen ligger på Lundtofte kirkegård. Edmund Daverkosen var 1918-21 bisat i en zinkkiste i krypten ved siden af svigerforældrenes sarkofager, indtil Lundtofte kirkegård blev indviet i 1921, hvor han blev begravet dér som den første.
Ægteparret Josephsen brugte størstedelen af deres formue på velgørenhed, blandt andet på opførelsen af Mariendal Kirke. Her ønskede de selv at blive bisat og havde indføjet det som en betingelse for finansieringen af kirken. De døde dog begge før indvielsen, så først i 1908 blev deres sarkofager overført til kirken fra Sankt Thomas Kirke. Gravkammeret i kirkens krypt, der er Frederiksbergs eneste, er udført i skønvirkestil. Thora Josephsen finansierede efterfølgende orgel, altertavler og kirkeklokker, ligesom hendes smykker finansierede kande, oblatæske, disk og kalk samt et guldkors til sarkofagerne. Arbejdet blev udført af guldsmed P. Hertz.